# 默爾澤內什蒂鄉
43°56′N 25°28′E / 43.933°N 25.467°E
默爾澤內什蒂鄉（羅馬尼亞語：Comuna Mârzănești, Teleorman），是羅馬尼亞的鄉份，位於該國南部，由特列奧爾曼縣負責管轄，面積88平方公里，海拔高度33米，2007年人口4,149，人口密度每平方公里47人。